# Tana River Primate National Reserve
Tana River Primate National Reserve är ett naturreservat i Kenya.   Det ligger i länet Tana River, i den sydöstra delen av landet, 400 km öster om huvudstaden Nairobi.